# جون (قسيس)
جون (بالألبانية: Joan Pelushi‏) هو قسيس ألباني، ولد في 1956 في تيرانا في ألبانيا.